# Pegomya interruptella
Pegomya interruptella är en tvåvingeart som först beskrevs av Zetterstedt 1855.  Pegomya interruptella ingår i släktet Pegomya och familjen blomsterflugor. Arten är reproducerande i Sverige. Inga underarter finns listade i Catalogue of Life.